# Richard Ellsworth Call
Richard Ellsworth Call est un malacologiste américain, né le 13 mars 1856 à Brooklyn et mort en 1917 à New York.

## Biographie
Call fait ses études à l’université de l'Indiana à Bloomington (Indiana) où il obtient son Bachelor of Arts en 1890, son Master of Arts en 1891. Il obtient un Master of Sciences en 1890 à l’Iowa State College (aujourd’hui l’université d'État de l'Iowa). Il obtient son doctorat de médecine à l’école de médecine de l’université de Louisville en 1893. Il reçoit son Ph. D. en 1895 à l’université de l'État de l'Ohio.
En 1887-1888, il est professeur assistance de zoologie à l’université du Missouri, il enseigne les sciences à West Des Moines de 1889 à 1892, puis à la Manual Training High School de Louisville (Kentucky), il dirige les écoles à Lawrenceburg (Indiana) de 1895 à 1898, puis est professeur à l’Erasmus Hall High School de Brooklyn en 1898-1899 et est conservateur au musée pédagogique Brooklyn Children's Museum, le plus ancien du genre, l’année de sa création en 1899. Enfin, en 1905, il est enseignant au DeWitt Clinton High School de New York.
Ses collections sont déposées dans plusieurs institutions dont le Museum of Comparative Zoology, l’U.S. National Museum of Natural History et l’Academy of Natural Sciences of Philadelphia.

## Liste partielle des publications
- (en) Une liste partielle peut être consultable ici.
- 1885-1887 : Sporadic papers (Des Moines) — Un exemplaire numérique sur Internet Archive.
- 1895. The life and writings of Rafinesque. Filson Club Publications, John P. Morton and Company, Louisville No. 10, author's edition — Un exemplaire numérique sur Internet Archive.

## Source
- Johnson, R.I. (1975). R. Ellsworth Call with a bibliography of his works on mollusks and a catalogue of his taxa. Occasional Papers on Mollusks, Museum of Comparative Zoology, Harvard University 4 (54) : 133-144.